# Camil Alabern i Casas
Camil Alabern i Casas (Barcelona, 1825 - Madrid, 14 de setembre de 1876) fou un gravador català.

## Biografia
Va néixer a Barcelona, fill del gravador Pau Alabern i Moles, de qui va ser deixeble. Fou també deixeble d'Antoni Roca i de diversos professors estrangers. Als disset anys va gravar sobre acer algunes làmines de devoció per a l'editor madrileny Romeral i, des de llavors, es va dedicar a l'estudi i recerque dels millors sistemes de gravació, fent progressar els coneixements sobre aquesta matèria. Va il·lustrar diverses publicacions oficials i particulars i va tenir al seu càrrec el gravat topogràfic de l'Atles Geogràfic d'Espanya, publicat per Coello, la qual cosa li va proporcionar força renom.
Sabent que l'aparició de la fotografia perjudicava molt el gravat, va tractar de donar-li als gravats noves aplicacions.
Es va dedicar a buscar un mètode que impedís que es falsifiquessin els bitllets i els documents de crèdit. En l'Exposició de Viena de 1873 va donar a conèixer la seva novetat, coneguda com a «miratge». El seu sistema de grimpat de segells de correus li va causar problemes i va provocar l'aixecament d'un extens expedient. Així i tot, va comptar amb l'ocasió de manifestar-se i explicar-se davant una comissió de la ja llavors extingida associació d'enginyers industrials.
Va morir a Madrid el 14 de setembre de 1876.

## Obres destacades
Entre les seves obres s'hi troben:
- Atles geogràfics, publicats a Barcelona en 1846 i 1860;
- Galeria de quadres escollits del Real Museu de pintures de Madrid, gravada pel sistema alemany-francès i publicada a Madrid en 1860;
- Atles històric universal, Madrid, 1852; i
- diversos gravats per a obres de religió i literatura, així com els presentats en diverses exposicions de Belles Arts de Madrid.

## Família
Pertanyia a una família d'importants gravadors barcelonins. Era fill de Pau Alabern i Moles, germà de Ramon Alabern i Casas i nebot de Ramon Alabern i Moles, conegut per elaborar el primer daguerreotip fet a Espanya, l'any 1839.